# Circonscription de Farrer

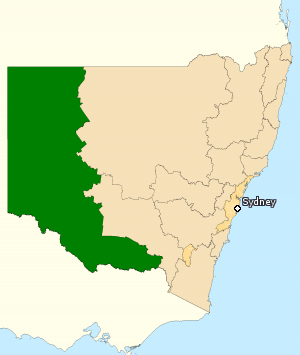
La circonscription de Farrer (en vert) en Nouvelle-Galles du Sud.

La circonscription de Farrer est une circonscription électorale australienne en Nouvelle-Galles du Sud. Elle a été créée en 1949 et porte le nom de William Farrer, un ingénieur agronome. Elle est située à l'ouest et dans le sud de l'État et comprend les villes d'Albury, Balranald, Deniliquin et Jerilderie. Elle a toujours été occupée par la droite, en alternance entre le parti libéral et le Parti national. Le siège a été occupé trois fois de suite par un membre du cabinet, y compris le vice-premier ministre Tim Fischer.

## Députés
| Nom             | Parti    | Période de mandat |
| --------------- | -------- | ----------------- |
| David Fairbairn | Libéral  | 1949–1975         |
| Wal Fife        | Libéral  | 1975–1984         |
| Tim Fischer     | National | 1984–2001         |
| Sussan Ley      | Libéral  | 2001–en cours     |